# 湯卡貝 (明尼蘇達州)
湯卡貝（英語：Tonka Bay）是一個位於美國明尼蘇達州亨內平縣的城市。

## 人口
根據2020年美國人口普查的數據，湯卡貝的面積為5.47平方千米，當中陸地面積為2.43平方千米，而水域面積為3.03平方千米。當地共有人口1442人，而人口密度為每平方千米264人。